# Sonja Knapp
Sonja Knapp, née en 1942 à Zurich, est une graphiste, styliste et artiste suisse.

## Biographie
Sonja Knapp se forme pendant 4 ans en tant que graphiste à l'école de design de Zurich (Kunstgewerbeschule). Elle serait la première femme à avoir effectué cette formation.

### Carrière dans la mode
Âgée de 19 ans, elle déménage à Paris où elle commence sa carrière professionnelle. En 1965, elle fonde avec Emanuel Ungaro la maison de couture Ungaro,, pour laquelle elle conçoit des créations (sculptures à porter, textiles imprimés). Ses costumes sont portés par des célébrités comme Grace Jones ou Jackie Kennedy. Elle travaille pendant 25 ans dans le milieu de la mode internationale.
Après 25 années, elle met fin à cet aspect de sa carrière pour se consacrer entièrement à la création artistique, surtout dans le domaine de la sculpture en métal. Depuis 2019, son atelier, nommé "Casa Rossa", est situé à Landquart, aux Grisons.